# Гикет (тиран Сиракуз)
Гикет (др.-греч. Ἱκέτας; умер в 278 году до н. э.) — древнегреческий политический деятель и военачальник, тиран города Сиракузы на Сицилии с 287 года до н. э. Был избран стратегом после смерти Агафокла на время войны с полководцем Меноном и Карфагеном (289 год до н. э.), но после заключения мира сохранил власть за собой. Разбил тирана Акраганта Финтия, позже потерпел поражение от карфагенян. Был свергнут неким Фоиноном — возможно, командиром наёмников.

## Биография
О происхождении Гикета сохранившиеся источники ничего не сообщают. Возможно, этот политик был связан родством с сиракузянином, носившим то же имя и захватившим примерно на десять лет (между 353 и 347—338 годы до н. э.) власть над городом Леонтины. Гикет впервые упоминается в источниках в связи с событиями 289 года до н. э.: народное собрание Сиракуз выбрало его после смерти царя Агафокла стратегом для войны с одним из приближённых покойного — Меноном, который угрожал городу нападением. Предположительно это была должность стратега-автократора, то есть Гикет получил на время войны всю полноту власти. Некоторое время инициатива была за ним, но вскоре Менон заключил союз с Карфагеном. Перед лицом более сильного врага Гикету пришлось заключить невыгодный договор. Сиракузы предоставили карфагенянам четыреста заложников и приняли обратно изгнанников (по-видимому, врагов Агафокла, бежавших во время его правления на запад Сицилии).
По окончании войны Гикет сохранил за собой власть. Это было явным нарушением закона, а потому в источниках Гикета называют тираном. Из-за установления мира в Сиракузах начались столкновениями между старыми гражданами и новыми (наёмниками Агафокла, получившими от царя всю полноту прав): первые хотели лишить вторых права голоса. Гикету удалось добиться примирения. Наёмники продали своё имущество в Сиракузах и ушли на север, в Мессану, где захватили власть. В последующие годы они активно расширяли сферу своего влияния, разрушая одни города и накладывая дань на другие. О столкновениях между ними и сиракузянами источники ничего не говорят, но вполне возможно, что внешняя опасность помогала Гикету удерживать власть.
Диодор Сицилийский упоминает войну между Гикетом и тираном Акраганта Финтием. «Когда они встретились в бою при Гиблее, Гикет одержал победу; в своих набегах друг на друга они разорили поместья и опустошили окрестности». Возможно, Финтию пришлось пойти на территориальные уступки, чтобы добиться мира. Эта победа так воодушевила сиракузского тирана, что он вторгся в карфагенскую часть Сицилии, но был разбит у реки Терий. Вскоре Гикета сверг и убил некто Фоинон, сын Мамея (антиковед Гельмут Берве предположил, что это был командир наёмников). По словам Диодора, правление тирана продолжалось девять лет, а его преемники Фоинон и Сострат «вновь пригласили царя Пирра прибыть на Сицилию»; исходя из этих данных, исследователи датируют гибель Гикета 278 годом до н. э., а захват им тиранической власти — 287 годом до н. э.